# Abderramão ibne Uqueba
Abderramão, Abederramão, Abderramane ou Abederramane ibne Uqueba (em árabe: عبدالرحمن بن عقبة; romaniz.: Abd ar-Rahman ibn Uqba) foi um uale (governador) em Narbona, na Septimânia, em 759. Ibne Alcutia fez a única menção a ele ao dizer que o emir Abderramão I (r. 756–788) o fez uale da Marca Superior após a morte de Iúçufe ibne Abderramão Alfiri, mas sua existência foi questionada por alguns historiadores, pois seu mandato teria ocorrido supostamente no momento no qual a Septimânia já estava sob controle cristão.